# Westdeutsche Kunstkeramik

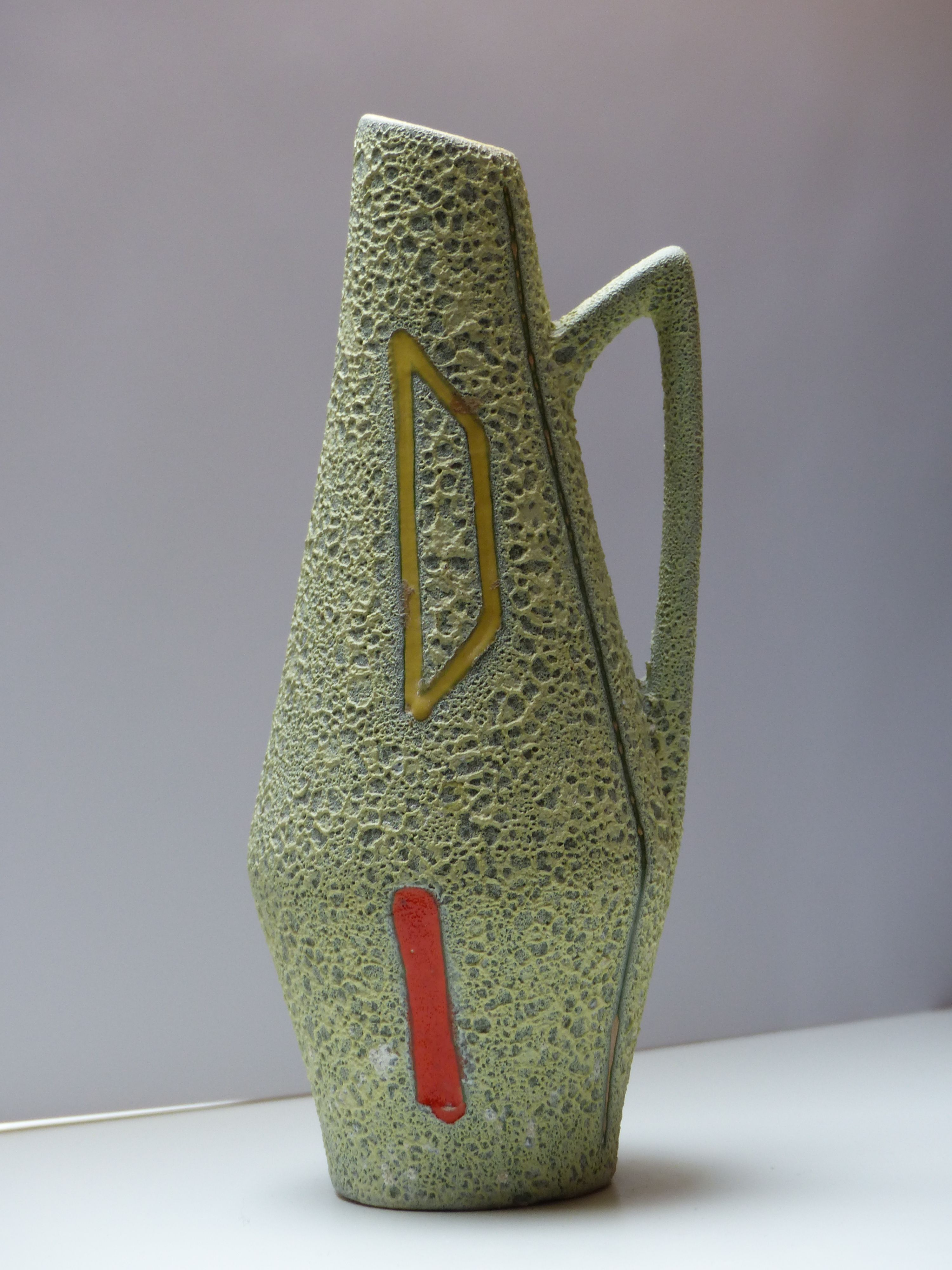
Scheurich-Vase, Model 271, 22 cm tall

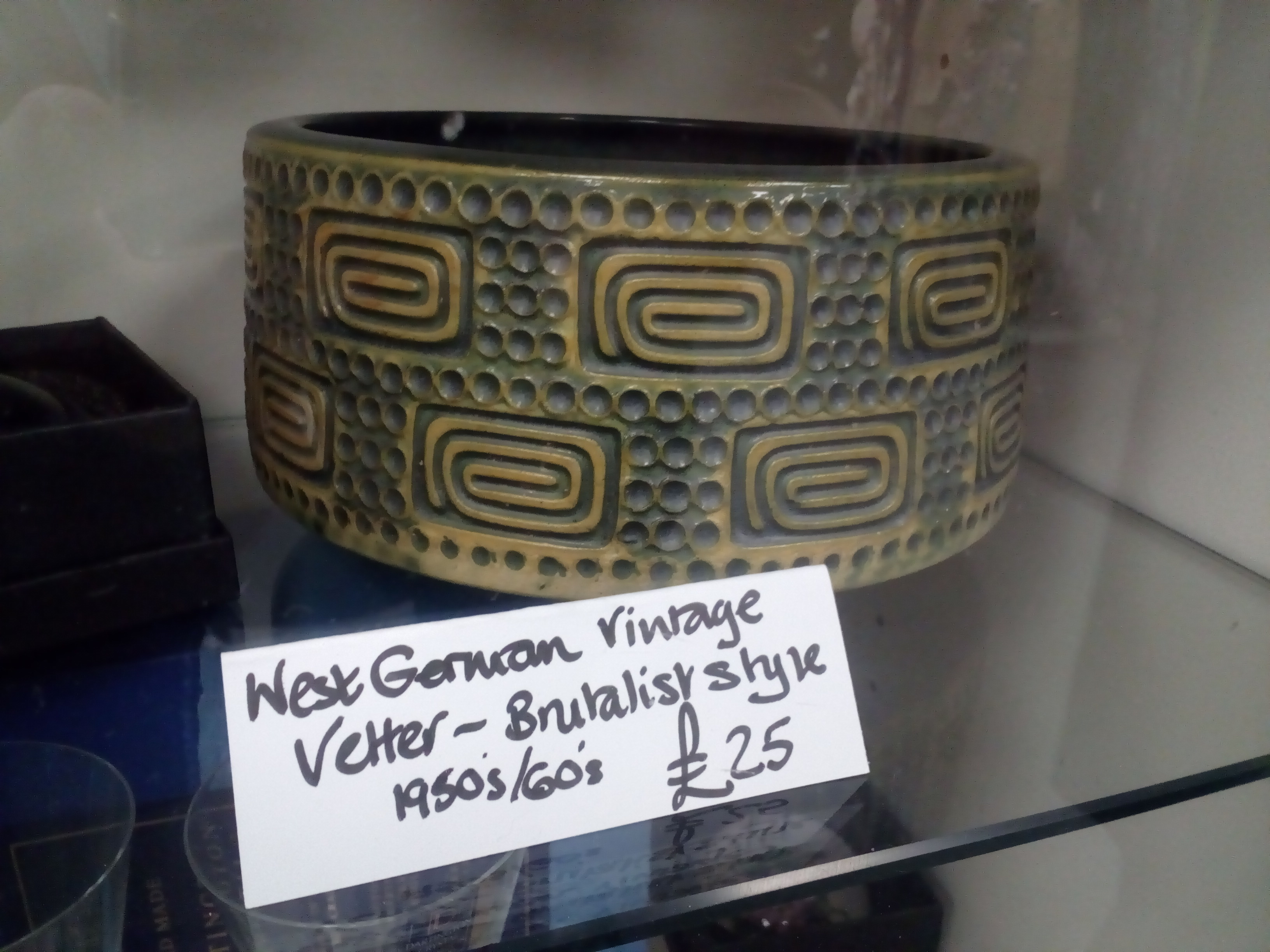
‚Vetter‘-Schale im Brutalismus-Stil, zum Verkauf in einem Gebrauchtwarenladen in Birmingham, England

Westdeutsche Kunstkeramik wird als Sammelbegriff für die Keramiken aus der Zeit 1949–1990 verwendet, da diese zumeist nur einen einzigen Prägestempel mit Angabe von Herkunft, Größe und Form hatten und dies somit die einzige Möglichkeit der Klassifizierung bildete. Heute sind die Hersteller genauer bekannt. Viele Objekte werden bestimmten Herstellern zugeordnet, oft wird hierbei der allgemeinere Begriff „Westdeutsche Keramik“ oder „Westdeutsche Töpferei“ verwendet. „Fat Lava“ ist darüber hinaus ein populärer Begriff, welcher sich genau genommen nur auf eine geringe Untermenge von bestimmten Überzügen bezieht. Er wird oft fälschlicherweise als Synonym der Westdeutschen Keramik verwendet. Westdeutschland wurde 1949 gegründet, nachdem der Zweite Weltkrieg 1945 geendet hatte und in den vier Folgejahren das Land in Amerikanische, Britische, Französische und Sowjetische Besatzungszone geteilt wurde. Diese Trennung wurde 1949 aufgehoben und die Trennung Deutschlands erfolgte in West-/Ost.
Das Schaffen der wichtigsten Hersteller dieses Stils konzentrierte sich auf dekorative Objekte wie Vasen, Kelche und Schüsseln statt auf Tafelgeschirr. Es existierten eine Vielzahl verschiedener Grundformen der Objekte, welche zusätzliche reichlich dekoriert und mit einer Vielzahl von Überzugsmitteln bearbeitet wurden. So entstanden Objekte in verschiedensten Farben mit stark konturierter Musterung. Manche Körper der Keramiken enthielten geformte Musterungen oder eingeschnittene Dekorationen. Die farblichen Überzuge wurden üblicherweise durch Fluss oder grobe Anstriche aufgebracht statt durch präzise Anstricharbeit. Bildliche Darstellungen auf den Objekten sind nicht üblich, in Ausnahmefällen gibt es florale Bemalungen.
Üblicherweise findet sich ein Prägestempel am Fuß des Objekts mit dem Druck „W. Germany“, xxx Form-Kennzeichnung / oder xx Höhe in cm. Der Name des Herstellers wurde für gewöhnlich per Aufkleber am Objekt angebracht, welche in der heutigen Zeit zumeist verloren sind.

## Geschichte

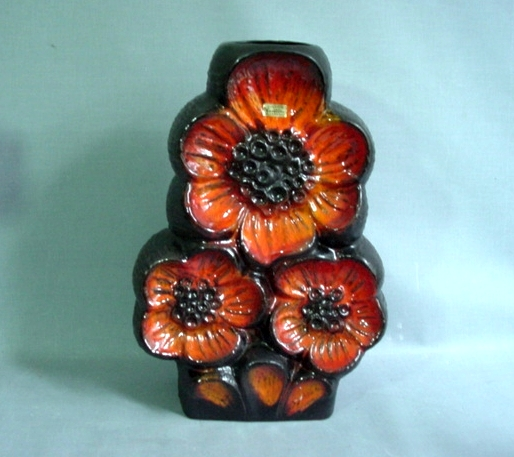
Vase von Carstens, jedoch nicht „Fat Lava“

Nach dem Untergang des Nationalsozialismus dauerte es einige Jahre, die deutsche Keramikindustrie wieder aufzubauen. Während ihrer Glanzzeit zwischen den 1950er und den 1970er Jahren produzierten in Westdeutschland mehr als 100 Keramik- und Porzellanfabriken sowie unabhängige Töpfer Kunstkeramiken. Die bekanntesten Hersteller sind Scheurich, Carstens, Bay, ES und Dümler & Breiden. Auch wenn die Produktion sich in den 1970er Jahren verlangsamte, so wurde auch in den 1980er Jahren noch eine große Menge Töpferware hergestellt.
Westdeutsche Kunstkeramik ist bekannt für ihre große Varianz an Formen und ausdrucksstarke Farben. Die Keramiken bekamen Mitte der 1990er Jahre verstärkte Aufmerksamkeit, und die Beliebtheit wächst seitdem konstant an. Horst Makus veröffentlichte verschiedene deutschsprachige Bücher seit den 1990er Jahren, welche sich mit der Periode bis 1962 befassen.
2006 organisierte Graham Cooley die Ausstellung „Fat Lava: West German Ceramics of the 60s and 70s“ am King’s Lynn Arts Centre, basierend auf seiner eigenen Sammlung. Diese Ausstellung war es, welche den Begriff „Fat Lava“ populär machte, jedoch nicht, wie teilweise angenommen, schuf. Mark Hill veröffentlichte Fat Lava, welches ein erweiterter Katalog für Graham Cooleys Sammlung und Ausstellung ist. Das Buch wurde mehrfach neu aufgelegt.
Kevin Graham hat zum Thema eigenständige Publikationen erstellt und in Kooperation mit Henrik Aaroe 2016 German Ceramic 1960–1990 veröffentlicht. Die Veröffentlichungen sind tendenziell eher rar und nicht umfangreich. Es gibt ebenfalls eine Reihe Essays und Videos auf der Website Gin-For’s Odditiques. Die Objekte sind über weite Strecken undokumentiert und die frühere Forschung hatte signifikante Fehler. Korrekturen finden nach wie vor statt, daher sollten Informationen zu diesem Thema sorgfältig geprüft werden.

### Fat Lava

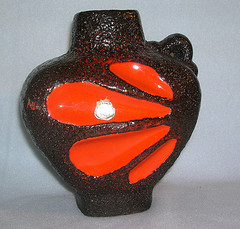
Vase von Es-Keramik mit Glasur, jedoch nicht „Fat Lava“

Die Begriffe Fat Lava und Westdeutsche Kunstkeramik werden oft synonym verwendet, bezeichnen jedoch unterschiedliche Dinge. Fat Lava bezeichnet explizit die Sorte dicker Glasur, welche dem Objekt eine dicke, Lava-artige Glasur verschafft. Diese Art Überzug wurde in dieser Periode üblicherweise durch die deutschen Töpfereien verwendet. Der Begriff Fat Lava selbst stammt aus der näheren Vergangenheit. Der Begriff wird oft der Ausstellung von Graham Cooley während seiner Ausstellung im Rahmen des King’s Lynn Arts Festival 2006 zugeschrieben, ist jedoch mindestens ein Jahrzehnt älter. Angenommen wird ein Fehler in der automatischen Übersetzung, welcher „dick“ mit „fat“ anstellen von „thick“ übersetzte. Die genaue Herkunft ist jedoch ungeklärt.

## Namhafte Hersteller
- Bay-Keramik
- Carstens Tönnieshof
- Ceramano
- Dümler & Breiden
- ES Keramik Emons & Söhne
- Fohr Keramik
- Gräflich Ortenburg
- VEB Haldensleben (DDR)
- Hutschenreuther
- Ilkra Edel Keramik
- Jasba
- Jopeko
- Karlsruher Majolika
- Marei
- Marzi & Remy
- Otto Keramik
- P Keramik
- Roth Keramik
- Ruscha
- Scheurich
- Steuler
- VEB Strehla Keramik (DDR)
- Vetter

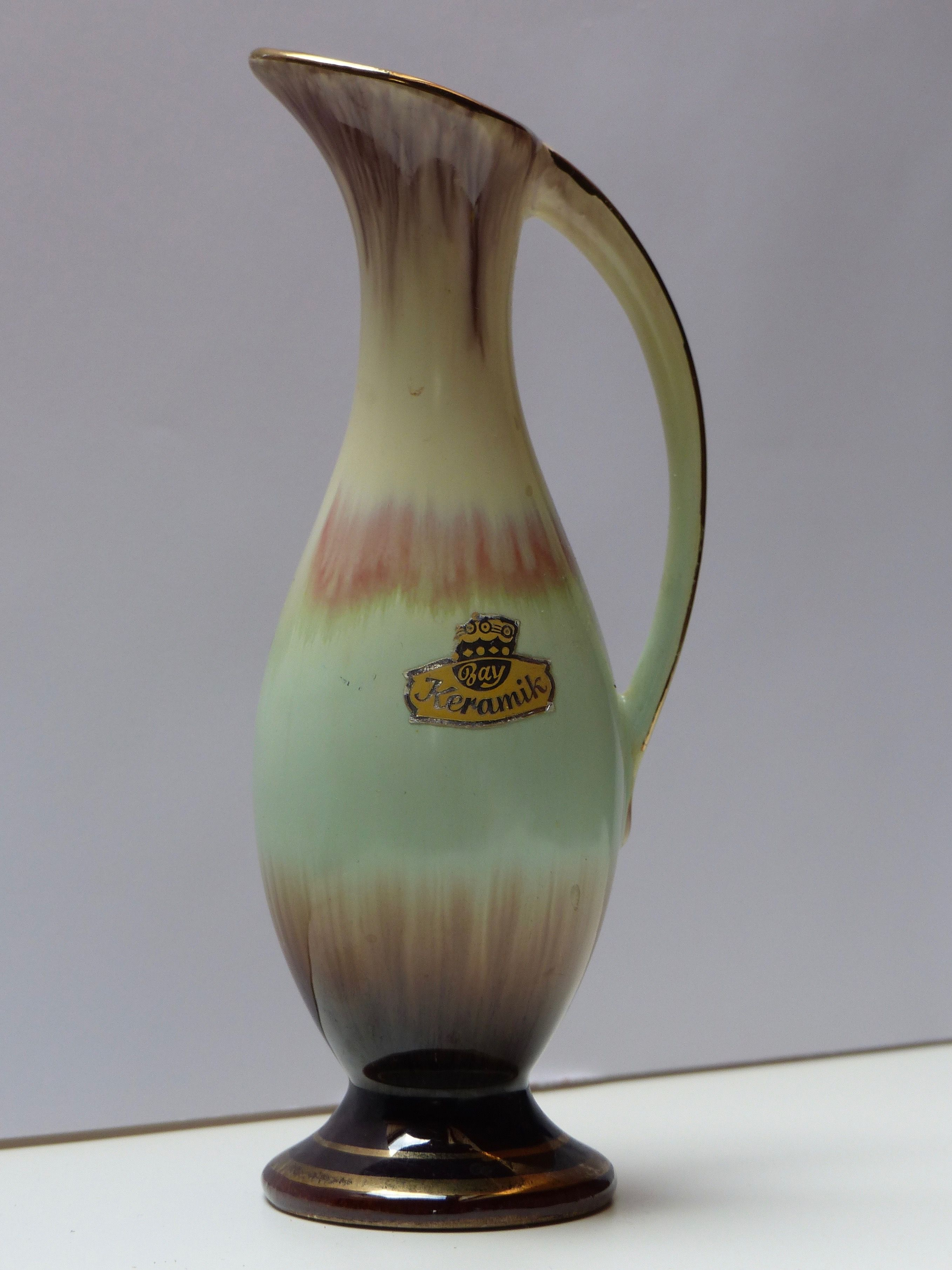
Bay, 1950er, Model 523, 20 cm
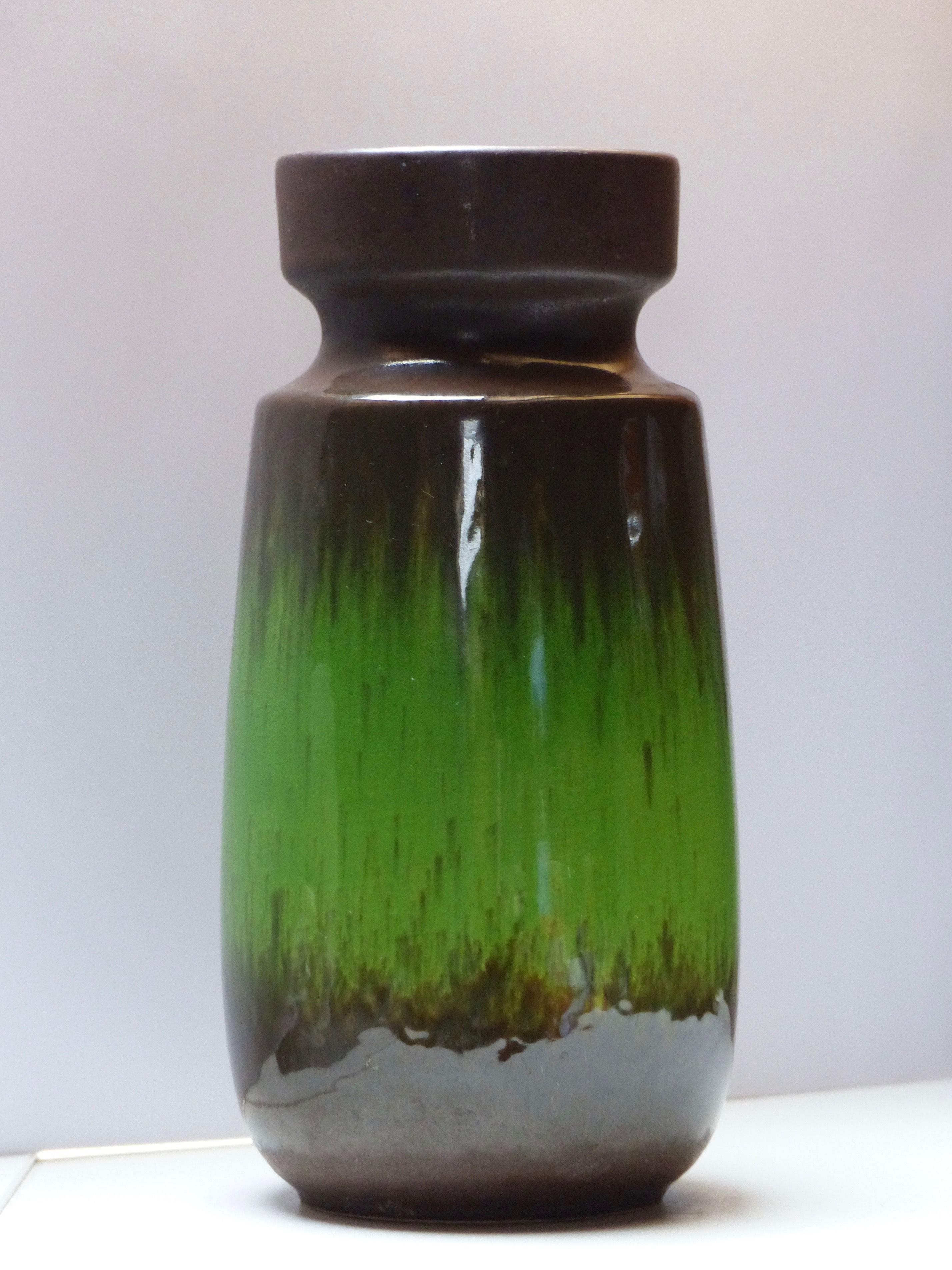
Scheurich, Model 242, 22 cm hoch
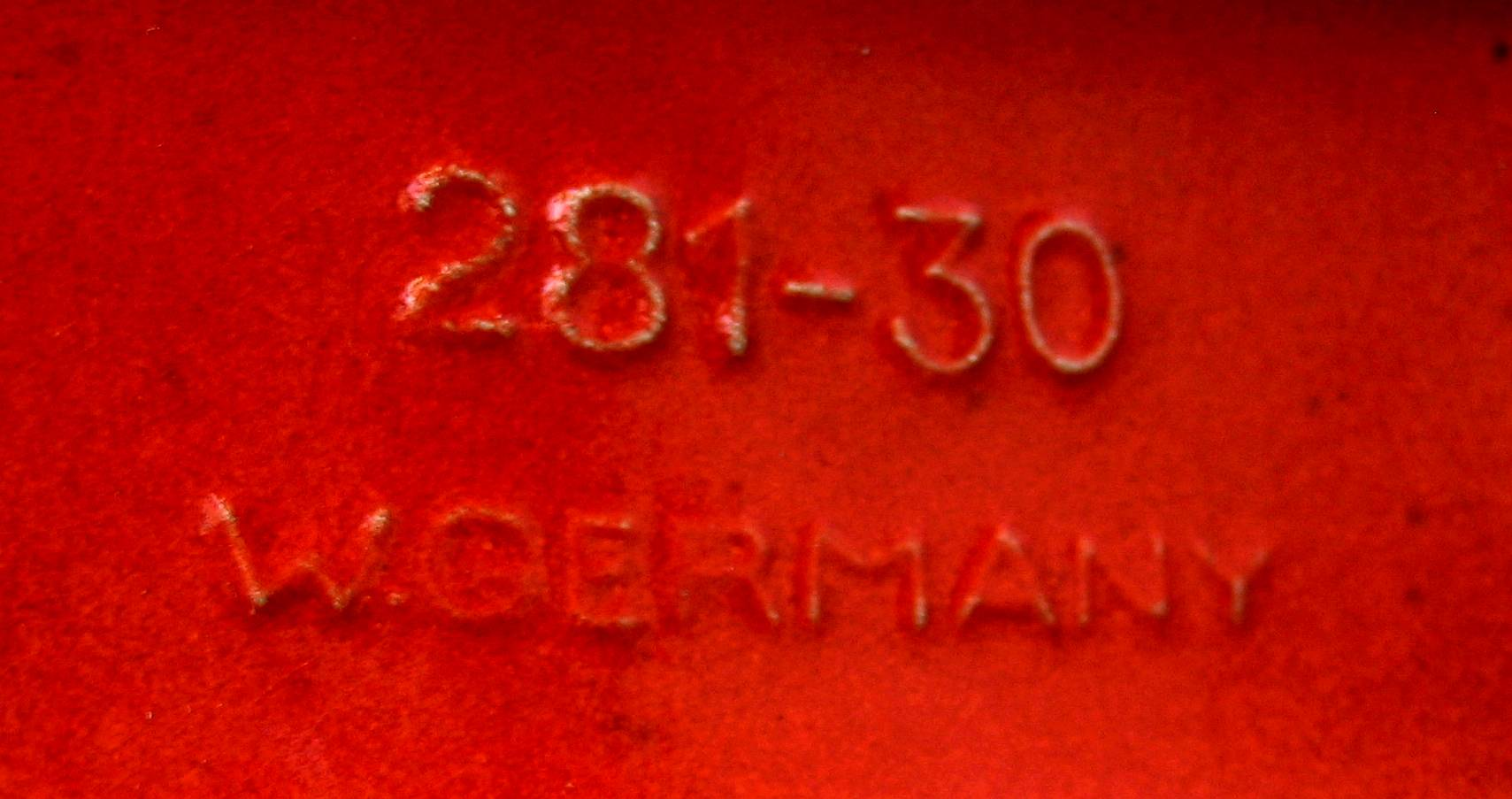
Scheurich Fuß mit Modellnummer, Größenreferenz und Herkunftsland
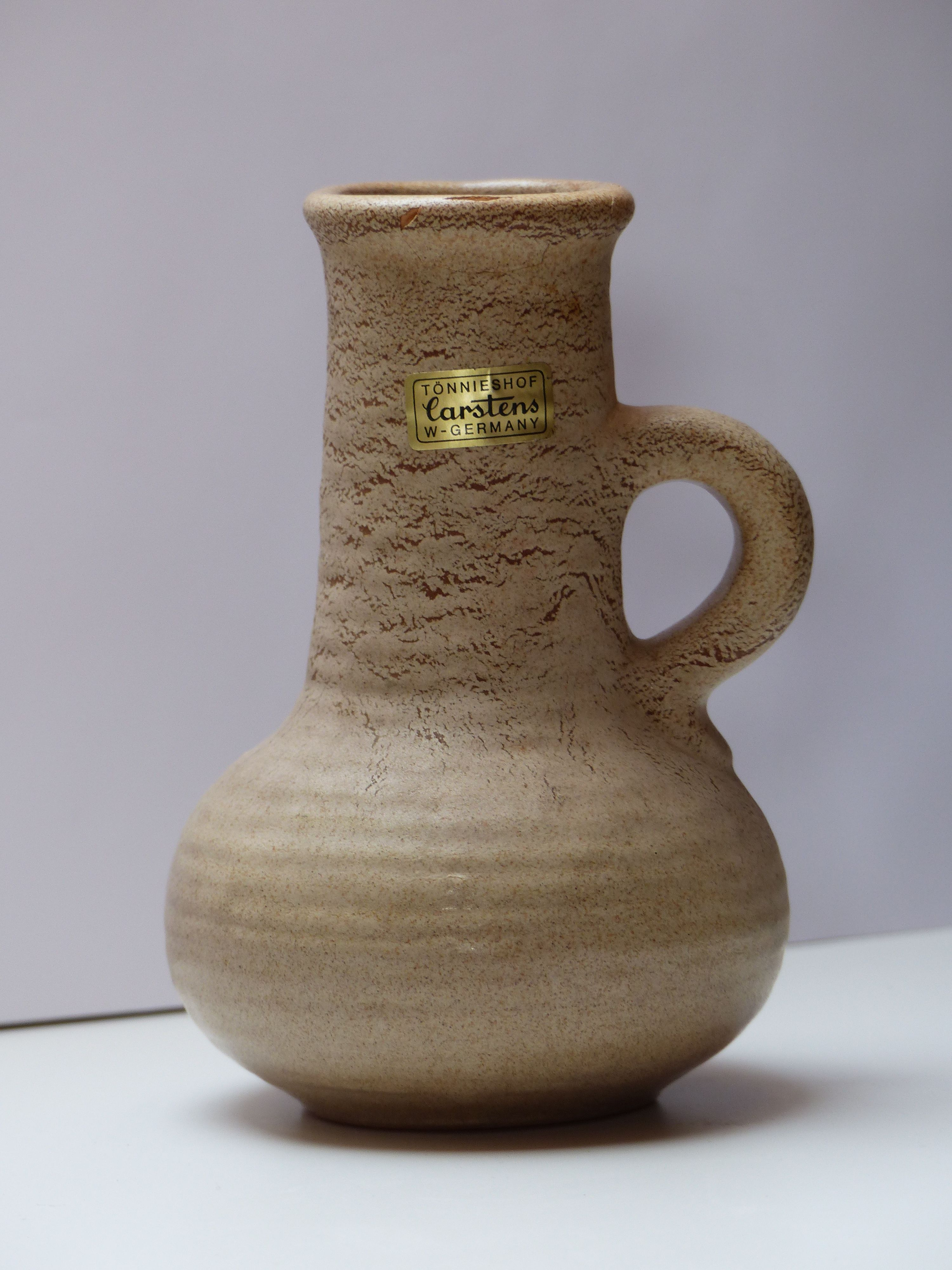
Carstens Krug